# Pisgah (Alabama)
Pour les articles homonymes, voir Pisgah.
Pisgah est une municipalité américaine située dans le comté de Jackson en Alabama.
Selon le recensement de 2010, sa population est de 722 habitants. La municipalité s'étend sur 4,80 milles carrés (12,43 km2).
L'église baptiste du Mont Pisgah, du nom d'une montagne biblique, y est fondée vers 1870. La localité adopte alors le nom de Pisgah et devient une municipalité en 1947.

## Démographie
| 1950 | 1960 | 1970 | 1980 | 1990 | 2000 | 2010 | - |
| ---- | ---- | ---- | ---- | ---- | ---- | ---- | - |
| 217  | 214  | 519  | 699  | 652  | 706  | 722  | - |